# Winifred Mary Letts
Pour les articles homonymes, voir Letts.
Winifred Mabel Letts, née le 10 février 1882 et morte en 1972, était une écrivain anglo-irlandaise. Ayant passé la majeure partie de sa vie en Irlande, elle est principalement connue pour ses romans, ses pièces de théâtre et ses poésies.

## Biographie
Winifred Mabel Letts naît le 10 février 1882 dans le quartier de Broughton, dans la banlieue de Manchester, à l'époque située dans le comté de Lancaster. Sa mère, Isabel Mary Ferrier, est irlandaise et son père, Revd Ernest Letts, est anglais. Durant sa jeunesse, Winifred passe la plupart de ses vacances à Knockmaroon, près du Phoenix Park de Dublin, dans la maison de sa mère. À la suite de la mort de son père, Winifred part en Irlande avec sa mère, où elles s'installent dans une maison appelée « Dal Riada », située à Blackrock, dans le comté de Dublin. Winifred est d'abord scolarisée à Bromley, puis dans le Kent, et fréquente ensuite l'Alexandra College (en) de Dublin. Après avoir suivi une formation de masseuse, elle travaille en tant qu'infirmière dans un camp militaire de Manchester durant la Première Guerre mondiale.
En 1926, elle se marie avec William Henry Foster Verschoyle, un veuf originaire du village de Kilberry, dans le comté de Kildare ; ils vivent ensemble au bord du Fitzwilliam Square (en) de Dublin, puis emménagent dans le comté de Kildare. Après la mort de son mari en 1943, Winifred vit auprès de ses sœurs à Faversham, dans le Kent, en Angleterre. Elle retourne en Irlande en 1950 et achète le Beech Cottage de Killiney, dans le comté de Dublin, avant de partir pour la maison de retraite Tivoli de Dún Laoghaire à la fin des années 1960.
Winifred meurt en 1972 et repose au cimetière de Rathcoole, dans le comté de Dublin.

## Carrière
Winifred Mabel Letts commence sa carrière littéraire en tant que dramaturge ; elle écrit deux pièces d'un acte pour l'Abbey Theatre de Dublin : The Eyes of the Blind (« Les Yeux de l'Aveugle ») en 1906 et The Challenge (« Le défi ») en 1909. Elle commence ensuite à écrire des romans et des livres pour enfants. Son histoire The Company of Saints and of Angels (« La Compagnie des Saints et des Anges ») est publiée dans The Irish Review par Thomas MacDonagh en janvier 1912. Son premier recueil de poésies, Songs from Leinster (« Chansons de Leinster ») est publié en 1913. Auparavant, six de ses poèmes, dont A Soft Day (« Un doux jour ») ont été mis en musique dans l'album A Sheaf of Songs from Leinster (« Quelques chansons de Leinster ») de Charles Villiers Stanford, sorti en 1914. En 1916, lorsqu'elle était infirmière, elle publie Hallowe'en and Other Poems of the War (« Halloween et d'autres poèmes de guerre »). Ce recueil est republié l'année suivante sous le titre The Spires of Oxford, and other Poems (« Les Flèches d'Oxford et autres poèmes »). En 1917, un compte-rendu de l'éditeur atteste que « les réactions du lectorat, comme l'ont montré les nombreuses requêtes de republications, affirment que The Spires of Oxford est le poème le plus apprécié du recueil » et que « ce poème sera republié en tête de volume ». Le poème The Deserter (en), publié en 1918, décrit le destin et les sentiments d'un homme terrifié par la guerre. The Deserter est fréquemment publié dans des recueils de poèmes de la Première Guerre mondiale.
Winifred continue d'écrire des romans et des livres de fiction pour enfants. En 1933 est publié Knockmaroon, livre dans lequel elle se remémore sa jeunesse dans la maison se ses grands-parents à Dublin. Il est considéré comme l'une des meilleures œuvres de Letts.

## Œuvres
- The Story-Spinner (1907)
- Waste Castle (1907)
- The Quest of the Blue Rose (1910)
- Bridget of all Work (1909)
- Diana Dethroned (1909)
- The Rough Way (1912)
- Naughty Sophia (1912)
- The Mighty Army (1912)
- Songs of Leinster (1913)
- Helmet & Cowl: Stories of Monastic and Military Orders (1913) with M. F. S. Letts
- Christina's Son (1916)
- Hallow-e'en and Poems of the War (1916)
- The Deserter (1916)
- The Spires of Oxford, And Other Poems (1917)
- Corporal's Corner (1919)
- What happened Then? (1921)
- More Songs of Leinster (1926)
- St Patrick the Travelling Man: The Story of his Life and Wanderings (1932)
- Knockmaroon (1933)
- Pomona & Co. (1934)
- Pomona's Island (1935)
- The Gentle Mountain (1938)